# Замостянська сільська рада (Прилуцький район)
Замо́стянська сільська́ ра́да — адміністративно-територіальна одиниця та орган місцевого самоврядування у Прилуцькому районі Чернігівської області. Адміністративний центр — село Замістя.

## Загальні відомості
Замостянська сільська рада утворена у 1944 році.
- Територія ради: 39,63 км²
- Населення ради: 1 346 осіб (станом на 2001 рік)

## Населені пункти
Сільській раді були підпорядковані населені пункти:
- с. Замістя
- с. Густиня
- с. Капустенці
- с. Маціївка

## Склад ради
Рада складалася з 16 депутатів та голови.
- Голова ради: Терентій Тетяна Василівна
- Секретар ради: Пушкаренко Лариса Миколаївна

### Керівний склад попередніх скликань
| Прізвище, ім'я, по батькові | Основні відомості                                                 | Дата обрання | Дата звільнення |
| --------------------------- | ----------------------------------------------------------------- | ------------ | --------------- |
| Терентій Тетяна Василівна   | Сільський голова, 1966 року народження, освіта вища, позапартійна | 26.03.2006   | 31.10.2010      |
| Терентій Тетяна Василівна   | Сільський голова, 1966 року народження, освіта вища, позапартійна | 31.10.2010   |                 |

Примітка: таблиця складена за даними сайту Верховної Ради України

### Депутати
За результатами місцевих виборів 2010 року депутатами ради стали:

#### За суб'єктами висування
| Суб'єкт висування            | Кількість обраних депутатів | %    |
| ---------------------------- | --------------------------- | ---- |
| Самовисування                | 12                          | 75   |
| Соціалістична партія України | 3                           | 18,8 |
| Партія регіонів              | 1                           | 6,3  |

#### За округами
| № округу                     | Прізвище, ім'я, по батькові       | Дата визнання обраним | Освіта             | Партійна приналежність             | Відомості про обраного депутата                         |
| ---------------------------- | --------------------------------- | --------------------- | ------------------ | ---------------------------------- | ------------------------------------------------------- |
| Партія регіонів              |                                   |                       |                    |                                    |                                                         |
| 11                           | Прокопенко Анатолій Іванович      | 02.11.2010            | середня спеціальна | позапартійний                      | Сухополов'янська ветеринарна лікарня, лікар-епізоотолог |
| Соціалістична партія України |                                   |                       |                    |                                    |                                                         |
| 9                            | Дякончук Анатолій Миколайович     | 02.11.2010            | середня спеціальна | член Соціалістичної партії України | АТУ, водій                                              |
| 13                           | Савченко Віктор Павлович          | 02.11.2010            | середня спеціальна | член Соціалістичної партії України | управління праці РДА, соціальний працівник              |
| 16                           | Лепська Лідія Іванівна            | 02.11.2010            | середня спеціальна | член Соціалістичної партії України | фельдшерський пункт с. Густиня, завідувачка             |
| Самовисування                |                                   |                       |                    |                                    |                                                         |
| 1                            | Пушкаренко Лариса Миколаївна      | 02.11.2010            | вища               | позапартійна                       | Замостянська сільська рада, секретар                    |
| 2                            | Мусієнко Володимир Іванович       | 02.11.2010            | вища               | член Соціалістичної партії України | ВАТ «Хлібодар», агроном                                 |
| 3                            | Котеленець Любов Василівна        | 02.11.2010            | середня спеціальна | позапартійна                       | пенсіонер                                               |
| 4                            | Нікітченко Софія Іванівна         | 02.11.2010            | середня спеціальна | позапартійна                       | фельдшерський пункт с. Замостя, завідувачка             |
| 5                            | Лисова Валентина Володимирівна    | 02.11.2010            | середня спеціальна | позапартійна                       | тимчасово не працює                                     |
| 6                            | Губар Вікторія Вікторівна         | 02.11.2010            | середня спеціальна | позапартійна                       | тимчасово не працює                                     |
| 7                            | Клімьонов Олександр Олександрович | 02.11.2010            | середня спеціальна | позапартійний                      | студент                                                 |
| 8                            | Бондар Анатолій Степанович        | 02.11.2010            | вища               | позапартійний                      | фельдшерський пункт с. Маціївка, завідувач              |
| 10                           | Сорокопуд Юлія Михайлівна         | 02.11.2010            | середня спеціальна | позапартійна                       | тимчасово не працює                                     |
| 12                           | Макарук Михайло Андрійович        | 02.11.2010            | середня спеціальна | позапартійний                      | «АТ ВАТ-Прилуки», машиніст                              |
| 14                           | Жирош Надія Миколаївна            | 02.11.2010            | середня            | позапартійна                       | фельдшерський пункт с. Маціївка, молодша медсестра      |
| 15                           | Павленко Ганна Іванівна           | 02.11.2010            | середня            | позапартійна                       | пенсіонер                                               |